# Malagoniella puncticollis
Malagoniella puncticollis är en skalbaggsart som beskrevs av Blanchard 1846. Malagoniella puncticollis ingår i släktet Malagoniella och familjen bladhorningar.

## Underarter
Arten delas in i följande underarter:
- M. p. tubericeps
- M. p. aeneicollis